# Logis de l'Aigle royal
Le logis de l'Aigle royal, également appelé hôtel de l'Aigle est un bâtiment situé au centre de la ville vaudoise d'Yverdon-les-Bains, en Suisse.

## Histoire
Le bâtiment de l'Aigle royal est construit, tout comme le temple et l'hôtel de ville avec qui il forme un ensemble architectural, dans la seconde moitié du XVIIIe siècle par Béat de Hennezel. Auberge pendant quelques décennies seulement, il est ensuite loué à des particuliers dès 1799. Dès 1806, il devient le siège de l'institut des jeunes filles ouvert par Johann Heinrich Pestalozzi à côté de son institut principal installé dans le château.
Le bâtiment est inscrit comme bien culturel suisse d'importance nationale. Il est actuellement utilisé comme annexe de l'hôtel de ville, d'où son surnom d'Hôtel de Ville no 2.